# IC 2170
IC 2170 је ознака објекта на координатама са ректансцензијом 6h 34m 5,0s и деклинацијом + 44° 41" 20'. Открио га је Гијом Бигурдан, 1. јануара 1892. Каснијим посматрањима на том положају није уочен никакав астрономски објекат.